# Tōichi Suzuki
Tōichi Suzuki (鈴木 冬一 Suzuki Tōichi?, Osaka, 30 de mayo de 2000) es un futbolista japonés que juega como centrocampista en el Yokohama F. Marinos de la J1 League.

## Trayectoria

### Clubes
| Club                | País  | Año       |
| ------------------- | ----- | --------- |
| Cerezo Osaka        | Japón | 2017      |
| Cerezo Osaka sub-23 | Japón | 2017      |
| Shonan Bellmare     | Japón | 2019-2020 |
| F. C. Lausana-Sport | Suiza | 2021-2023 |
| Kyoto Sanga F. C.   | Japón | 2024      |
| Yokohama F. Marinos | Japón | 2025-     |

## Palmarés

### Títulos nacionales
| Título             | Club         | País  | Año  |
| ------------------ | ------------ | ----- | ---- |
| Copa J. League     | Cerezo Osaka | Japón | 2017 |
| Copa del Emperador | Cerezo Osaka | Japón | 2017 |